# مدفورد (ویسکانسین)
مدفورد، ویسکانسین  (به انگلیسی: Medford) شهری در شهرستان تیلور ایالت ویسکانسین است که در سال ۱۸۸۹ بنیان‌گذاری شده‌است. این شهر طبق سرشماری سال ۲۰۱۰ میلادی ۴٬۳۲۶ نفر جمعیت داشته‌است.

## نگارخانه

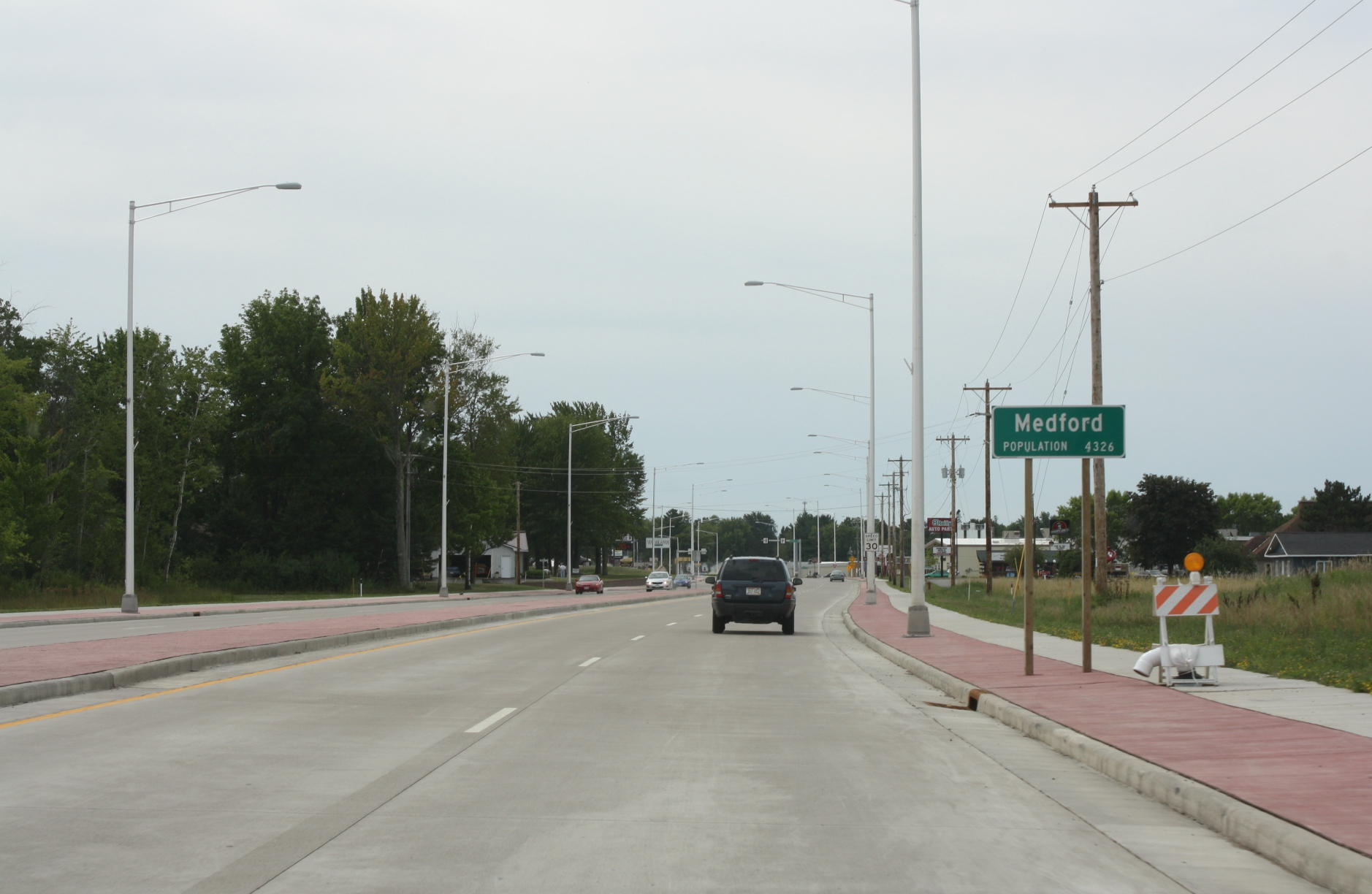
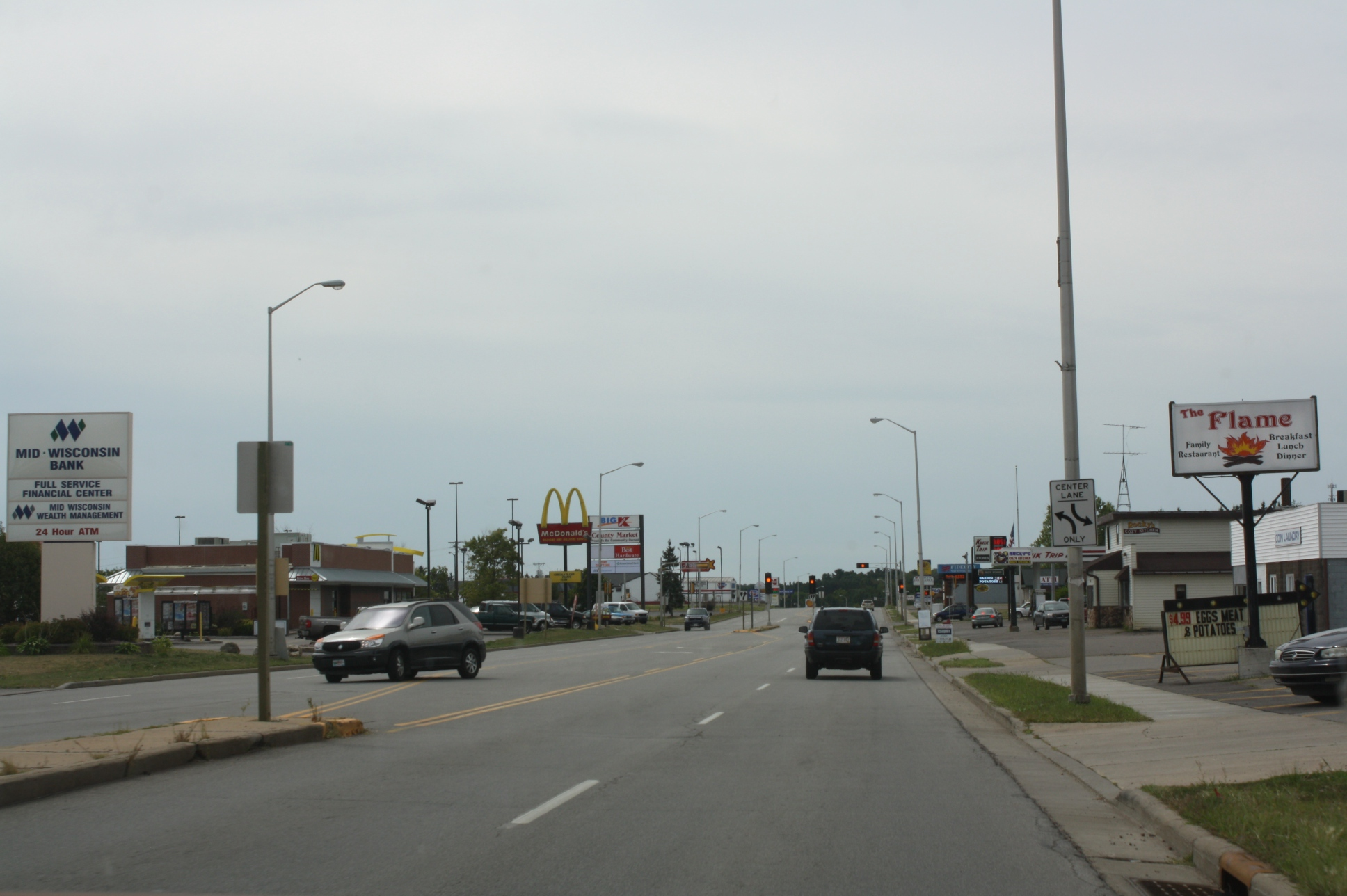